# Bàdminton als Jocs Olímpics d'estiu de 2024 - Equips mixt
La prova per equips mixt de bàdminton als Jocs Olímpics de París 2024 va ser la 8a edició de l'esdeveniment en unes Olimpíades. La prova es va disputar entre el 27 de juliol i el 2 d'agost del 2024 a l'Arena Porte de la Chapelle de París.
La parella xinesa formada per Zheng Siwei i Huang Yaqiong va obtenir la medalla d'or de la disciplina olímpica, després de guanyar la final a la parella sud-coreana formada per Kim Won-ho i Jeong Na-eun, per 2 sets a 0 (21-8 i 21-11). La medalla de bronze la va aconseguir la parella japonesa formada per Yuta Watanabe i Arisa Higashino, que van guanyar a la parella sud-coreana composta per Seo Seung-jae i Chae Yoo-jung per 2 sets a 0 (21-13 i 22-20).
L'equip de la Xina és la selecció més guardonada, amb 5 medalles d'or, 2 medalles de plata i 4 medalles de bronze, en les 8 edicions que l'esdeveniment ha estat present als Jocs Olímpics. La parella xinesa formada per Zhang Jun i Gao Ling, amb 2 medalles d'or, són el duo més guardonat en tota la història de la competició.

## Format
Totes les parelles classificades van entrar en un sorteig, amb 4 caps de sèrie, segons el rànquing de classificació olímpic. La competició es va disputar en 2 etapes, la fase de grups i les rondes eliminatòries. Hi va haver 4 grups de 4 parelles per grup, que van jugar tots contra tots. Les dues primeres parelles de cada grup es van classificar per la ronda eliminatòria. La parella guanyadora de cada partit passava de ronda i la perdedora quedava eliminada. Les parelles guanyadores de les semifinals van jugar la final per aconseguir la medalla d'or i les que perdedores van jugar el partit per aconseguir la medalla de bronze. Els partits es van jugar a 3 sets de 21 punts cadascun i s'havia de guanyar per 2 punts de diferència, excepte si s'arribava als 30 punts. El primer que guanyava 2 sets era el guanyador del partit.

## Classificació
16 parelles es van classificar per la prova mixte de dobles, mitjançant el rànquing de classificació olímpica de la Federació Internacional de Bàdminton, que es va tancar el 30 d'abril de 2024. Els llocs de classificació es van assignar als països i no a les parelles classificades i després, cada federació va escollir les esportistes que hi participarien. Tots els països que van obtenir 2 o més parelles dins de les 8 primeres posicions, van obtenir 2 places al torneig olímpic. La resta, en va obtenir 1. També hi va haver, com a mínim 1 parella de cada federació continental (per garantir l'equilibri territorial).
| Esdeveniment     | Places | País          | Atletes classificats     |
| ---------------- | ------ | ------------- | ------------------------ |
| Rànquing olímpic | 16     | Xina          | Zheng Siwei              |
| Rànquing olímpic | 16     | Xina          | Huang Yapiong            |
| Rànquing olímpic | 16     | Xina          | Feng Yanzhe              |
| Rànquing olímpic | 16     | Xina          | Huang Dongping           |
| Rànquing olímpic | 16     | Japó          | Yuta Watanabe            |
| Rànquing olímpic | 16     | Japó          | Arisa Higashino          |
| Rànquing olímpic | 16     | Corea del Sud | Seo Seung-jae            |
| Rànquing olímpic | 16     | Corea del Sud | Chae Yoo-jung            |
| Rànquing olímpic | 16     | Tailàndia     | Dechapol Puavaranukroh   |
| Rànquing olímpic | 16     | Tailàndia     | Sapsiree Taerattanachai  |
| Rànquing olímpic | 16     | Corea del Sud | Kim Won-ho               |
| Rànquing olímpic | 16     | Corea del Sud | Jeong Na-eun             |
| Rànquing olímpic | 16     | Hong Kong     | Tang Chun Man            |
| Rànquing olímpic | 16     | Hong Kong     | Tse Ying Suet            |
| Rànquing olímpic | 16     | Malàisia      | Chen Tang Jie            |
| Rànquing olímpic | 16     | Malàisia      | Toh Ee Wei               |
| Rànquing olímpic | 16     | Singapur      | Terry Hee                |
| Rànquing olímpic | 16     | Singapur      | Jessica Tan              |
| Rànquing olímpic | 16     | França        | Thom Gicquel             |
| Rànquing olímpic | 16     | França        | Delphine Delrue          |
| Rànquing olímpic | 16     | Taipei        | Ye Hong-wei              |
| Rànquing olímpic | 16     | Taipei        | Lee Chia-hsin            |
| Rànquing olímpic | 16     | Països Baixos | Robin Tabeling           |
| Rànquing olímpic | 16     | Països Baixos | Selena Piek              |
| Rànquing olímpic | 16     | Indonèsia     | Rinov Rivaldy            |
| Rànquing olímpic | 16     | Indonèsia     | Pitha Haningtyas Mentari |
| Rànquing olímpic | 16     | Estats Units  | Vinson Chiu              |
| Rànquing olímpic | 16     | Estats Units  | Jennie Gai               |
| Rànquing olímpic | 16     | Austràlia     | Kenneth Choo             |
| Rànquing olímpic | 16     | Austràlia     | Gronya Somerville        |
| Rànquing olímpic | 16     | Algèria       | Koceila Mammeri          |
| Rànquing olímpic | 16     | Algèria       | Tanina Mammeri           |

## Fase de grups
Les 4 primeres parelles del rànquing són caps de sèrie del torneig.
Es classifiquen els dos primers equips de cada grup.

### Grup A
| Posició | Jugadors                               | J | G | P | SF | SC | DS | PF  | PC  | DP  | Punts |
| ------- | -------------------------------------- | - | - | - | -- | -- | -- | --- | --- | --- | ----- |
| 1       | Zheng Siwei/Huang Yapiong              | 3 | 3 | 0 | 6  | 0  | +6 | 130 | 75  | +55 | 3     |
| 2       | Kim Won-ho/Jeong Na-eun                | 3 | 1 | 2 | 3  | 4  | -1 | 130 | 135 | -5  | 1     |
| 3       | Thom Gicquel/Delphine Delrue           | 1 | 1 | 2 | 2  | 4  | -2 | 113 | 115 | -2  | 1     |
| 4       | Rinov Rivaldy/Pitha Haningtyas Mentari | 3 | 1 | 2 | 2  | 5  | -3 | 98  | 144 | -46 | 1     |

| Data      | Hora   | Equip 1                                | Resultat | Equip 2                                | Set 1 | Set 2 | Set 3 |
| --------- | ------ | -------------------------------------- | -------- | -------------------------------------- | ----- | ----- | ----- |
| 27 juliol | 15:40h | Zheng Siwei/Huang Yapiong              | 2 - 0    | Thom Gicquel/Delphine Delrue           | 21-14 | 23-21 |       |
| 27 juliol | 15:40h | Kim Won-ho/Jeong Na-eun                | 1 - 2    | Rinov Rivaldy/Pitha Haningtyas Mentari | 20-22 | 21-14 | 19-21 |
| 28 juliol | 14:00h | Zheng Siwei/Huang Yapiong              | 2 - 0    | Rinov Rivaldy/Pitha Haningtyas Mentari | 21-10 | 21-3  |       |
| 28 juliol | 14:50h | Kim Won-ho/Jeong Na-eun                | 2 - 0    | Thom Gicquel/Delphine Delrue           | 22-20 | 21-16 |       |
| 29 juliol | 9:20h  | Zheng Siwei/Huang Yapiong              | 2 - 0    | Kim Won-ho/Jeong Na-eun                | 21-13 | 21-14 |       |
| 29 juliol | 10:10h | Rinov Rivaldy/Pitha Haningtyas Mentari | 0 - 2    | Thom Gicquel/Delphine Delrue           | 13-21 | 15-21 |       |

### Grup B
| Posició | Jugadors                                       | J | G | P | SF | SC | DS | PF  | PC  | DP  | Punts |
| ------- | ---------------------------------------------- | - | - | - | -- | -- | -- | --- | --- | --- | ----- |
| 1       | Seo Seung-jae/Chae Yoo-jung                    | 3 | 3 | 0 | 6  | 1  | +5 | 136 | 97  | +39 | 3     |
| 2       | Dechapol Puavaranukroh/Sapsiree Taerattanachai | 3 | 2 | 1 | 5  | 2  | +3 | 136 | 105 | +31 | 2     |
| 3       | Robin Tabeling/Selena Piek                     | 3 | 1 | 2 | 2  | 4  | -2 | 100 | 111 | -11 | 1     |
| 4       | Koceila Mammeri/Tanina Mammeri                 | 3 | 0 | 3 | 0  | 6  | -6 | 67  | 126 | -59 | 0     |

| Data      | Hora   | Equip 1                                        | Resultat | Equip 2                                        | Set 1 | Set 2 | Set 3 |
| --------- | ------ | ---------------------------------------------- | -------- | ---------------------------------------------- | ----- | ----- | ----- |
| 27 juliol | 8:30h  | Seo Seung-jae/Chae Yoo-jung                    | 2 - 0    | Koceila Mammeri/Tanina Mammeri                 | 21-10 | 21-7  |       |
| 27 juliol | 10:00h | Dechapol Puavaranukroh/Sapsiree Taerattanachai | 2 - 0    | Robin Tabeling/Selena Piek                     | 21-14 | 21-16 |       |
| 28 juliol | 19:30h | Dechapol Puavaranukroh/Sapsiree Taerattanachai | 2 - 0    | Koceila Mammeri/Tanina Mammeri                 | 21-14 | 21-9  |       |
| 28 juliol | 21:10h | Seo Seung-jae/Chae Yoo-jung                    | 2 - 0    | Robin Tabeling/Selena Piek                     | 21-16 | 21-12 |       |
| 29 juliol | 14:00h | Seo Seung-jae/Chae Yoo-jung                    | 2 - 1    | Dechapol Puavaranukroh/Sapsiree Taerattanachai | 21-16 | 10-21 | 21-15 |
| 29 juliol | 14:50h | Robin Tabeling/Selena Piek                     | 2 - 0    | Koceila Mammeri/Tanina Mammeri                 | 21-18 | 21-9  |       |

### Grup C
| Posició | Jugadors                      | J | G | P | SF | SC | DS | PF | PC | DP  | Punts |
| ------- | ----------------------------- | - | - | - | -- | -- | -- | -- | -- | --- | ----- |
| 1       | Yuta Watanabe/Arisa Higashino | 2 | 2 | 0 | 4  | 1  | +3 | 98 | 83 | +15 | 2     |
| 2       | Tang Chun Man/Tse Ying Suet   | 2 | 1 | 1 | 3  | 2  | +1 | 98 | 73 | +25 | 2     |
| 3       | Ye Hong-wei/Lee Chia-hsin     | 2 | 0 | 2 | 0  | 4  | -4 | 44 | 84 | -40 | 0     |

| Data      | Hora   | Equip 1                       | Resultat | Equip 2                     | Set 1 | Set 2 | Set 3 |
| --------- | ------ | ----------------------------- | -------- | --------------------------- | ----- | ----- | ----- |
| 27 juliol | 14:00h | Tang Chun Man/Tse Ying Suet   | 2 - 0    | Ye Hong-wei/Lee Chia-hsin   | 21-10 | 21-7  |       |
| 28 juliol | 21:10h | Yuta Watanabe/Arisa Higashino | 2 - 0    | Ye Hong-wei/Lee Chia-hsin   | 21-14 | 21-13 |       |
| 29 juliol | 20:20h | Yuta Watanabe/Arisa Higashino | 2 - 1    | Tang Chun Man/Tse Ying Suet | 21-17 | 14-21 | 21-18 |

### Grup D
| Posició | Jugadors                   | J | G | P | SF | SC | DS | PF  | PC  | DP  | Punts |
| ------- | -------------------------- | - | - | - | -- | -- | -- | --- | --- | --- | ----- |
| 1       | Chen Tang Jie/Toh Ee Wei   | 3 | 3 | 0 | 6  | 1  | +5 | 148 | 122 | +26 | 3     |
| 2       | Feng Yanzhe/Huang Dongping | 3 | 2 | 1 | 5  | 2  | +3 | 136 | 114 | +22 | 2     |
| 3       | Terry Hee/Jessica Tan      | 3 | 1 | 2 | 2  | 4  | -2 | 105 | 115 | -10 | 1     |
| 4       | Vinson Chiu/Jennie Gai     | 3 | 0 | 3 | 0  | 6  | -6 | 91  | 129 | -38 | 0     |

| Data      | Hora   | Equip 1                    | Resultat | Equip 2                  | Set 1 | Set 2 | Set 3 |
| --------- | ------ | -------------------------- | -------- | ------------------------ | ----- | ----- | ----- |
| 27 juliol | 8:30h  | Feng Yanzhe/Huang Dongping | 2 - 0    | Vinson Chiu/Jennie Gai   | 21-11 | 21-14 |       |
| 27 juliol | 9:20h  | Chen Tang Jie/Toh Ee Wei   | 2 - 0    | Terry Hee/Jessica Tan    | 23-21 | 21-12 |       |
| 28 juliol | 8:30h  | Feng Yanzhe/Huang Dongping | 2 - 0    | Terry Hee/Jessica Tan    | 21-13 | 21-17 |       |
| 28 juliol | 11:00h | Chen Tang Jie/Toh Ee Wei   | 2 - 0    | Vinson Chiu/Jennie Gai   | 21-15 | 24-22 |       |
| 29 juliol | 8:30h  | Feng Yanzhe/Huang Dongping | 1 - 2    | Chen Tang Jie/Toh Ee Wei | 21-17 | 15-21 | 16-21 |
| 29 juliol | 11:00h | Terry Hee/Jessica Tan      | 2 - 0    | Vinson Chiu/Jennie Gai   | 21-17 | 21-12 |       |

## Eliminatòries
|  | Quarts de final                                | Quarts de final               |                             |                             | Semifinals                    | Semifinals  |  |  | Final          | Final |
|  |                                                |                               |                             |                             |                               |             |  |  |                |       |
|  | 31 juliol 21:10                                |                               |                             |                             |                               |             |  |  |                |       |
|  |                                                |                               |                             |                             |                               |             |  |  |                |       |
|  | Zheng Siwei/Huang Yapiong                      | 2                             |                             |                             |                               |             |  |  |                |       |
|  | Zheng Siwei/Huang Yapiong                      | 2                             | 1 agost 20:30h              |                             |                               |             |  |  |                |       |
|  | Feng Yanzhe/Huang Dongping                     | 0                             |                             |                             |                               |             |  |  |                |       |
|  | Feng Yanzhe/Huang Dongping                     | 0                             | Zheng Siwei/Huang Yapiong   | 2                           |                               |             |  |  |                |       |
|  | 31 juliol 21:10                                |                               | Zheng Siwei/Huang Yapiong   | 2                           |                               |             |  |  |                |       |
|  |                                                | Yuta Watanabe/Arisa Higashino | 0                           |                             |                               |             |  |  |                |       |
|  | Yuta Watanabe/Arisa Higashino                  | Yuta Watanabe/Arisa Higashino | 0                           | 2                           |                               |             |  |  |                |       |
|  | Yuta Watanabe/Arisa Higashino                  |                               | 2 agost 16:10h              | 2                           |                               |             |  |  |                |       |
|  | Dechapol Puavaranukroh/Sapsiree Taerattanachai | 0                             |                             |                             |                               |             |  |  |                |       |
|  | Dechapol Puavaranukroh/Sapsiree Taerattanachai | 0                             | Zheng Siwei/Huang Yapiong   | 2                           |                               |             |  |  |                |       |
|  | 31 juliol 20:20h                               |                               | Zheng Siwei/Huang Yapiong   | 2                           |                               |             |  |  |                |       |
|  |                                                | Kim Won-ho/Jeong Na-eun       | 0                           |                             |                               |             |  |  |                |       |
|  | Tang Chun Man/Tse Ying Suet                    | Kim Won-ho/Jeong Na-eun       | 0                           | 0                           |                               |             |  |  |                |       |
|  | Tang Chun Man/Tse Ying Suet                    | 1 agost 19:30h                |                             | 0                           |                               |             |  |  |                |       |
|  | Seo Seung-jae/Chae Yoo-jung                    | 2                             |                             |                             |                               |             |  |  |                |       |
|  | Seo Seung-jae/Chae Yoo-jung                    | 2                             | Seo Seung-jae/Chae Yoo-jung | 1                           | Tercer lloc                   | Tercer lloc |  |  |                |       |
|  | 31 juliol 21:10h                               |                               | Seo Seung-jae/Chae Yoo-jung | 1                           | Tercer lloc                   | Tercer lloc |  |  |                |       |
|  |                                                | Kim Won-ho/Jeong Na-eun       | 2                           |                             |                               |             |  |  |                |       |
|  | Kim Won-ho/Jeong Na-eun                        | Kim Won-ho/Jeong Na-eun       | 2                           | 2                           | Yuta Watanabe/Arisa Higashino | 2           |  |  |                |       |
|  | Kim Won-ho/Jeong Na-eun                        |                               |                             | 2                           | Yuta Watanabe/Arisa Higashino | 2           |  |  |                |       |
|  | Chen Tang Jie/Toh Ee Wei                       | 0                             |                             | Seo Seung-jae/Chae Yoo-jung | 0                             |             |  |  |                |       |
|  | Chen Tang Jie/Toh Ee Wei                       | 0                             |                             |                             | 0                             |             |  |  |                |       |
|  |                                                |                               |                             |                             |                               |             |  |  | 2 agost 15:00h |       |
|  |                                                |                               |                             |                             |                               |             |  |  |                |       |

## Medaller històric
| Posició | País          | Or | Argent | Bronze | Total |
| ------- | ------------- | -- | ------ | ------ | ----- |
| 1       | Xina          | 5  | 2      | 4      | 11    |
| 2       | Corea del Sud | 2  | 2      | 0      | 4     |
| 3       | Indonèsia     | 1  | 2      | 0      | 3     |
| 4       | Regne Unit    | 0  | 1      | 1      | 2     |
| 5       | Malàisia      | 0  | 1      | 0      | 1     |
| 6       | Dinamarca     | 0  | 0      | 2      | 2     |
| 7       | Japó          | 0  | 0      | 1      | 1     |